# Xã Romness, Quận Griggs, Bắc Dakota
Xã Romness (tiếng Anh: Romness Township) là một xã thuộc quận Griggs, tiểu bang Bắc Dakota, Hoa Kỳ. Năm 2010, dân số của xã này là 36 người.